# Brikama Ba
Brikama Ba ist eine Ortschaft im westafrikanischen Staat Gambia.
Nach einer Berechnung für das Jahr 2013 leben dort etwa 4204 Einwohner, das Ergebnis der letzten veröffentlichten Volkszählung von 1993 betrug 3051.

## Geographie
Brikama Ba, nicht zu verwechseln mit Gambias zweitgrößtem Ort Brikama, liegt am südlichen Ufer des Gambia-Flusses in der Central River Region, Distrikt Fulladu West. Zur Unterscheidung zu Brikama, in der West Coast Region, wird Brikama Ba häufig mit dem Zusatz „Village“ (englisch Dorf) versehen. Der Ort, der zweitgrößte der Region, liegt unmittelbar an der South Bank Road, Gambias wichtigster Fernstraße. Auf dieser Straße ist Brikama Ba rund 25 Kilometer westlich von Janjanbureh entfernt. Nach Süden liegt Boiram rund 3,8 Kilometer entfernt.
In der Nähe, im rund vier Kilometer entfernten Gambia-Fluss, liegen die Binneninseln Kai Hai Islands.